# Piero Gherardi
Piero Gherardi, né le 20 novembre 1909 à Poppi (Province d'Arezzo, Toscane), mort le 8 juin 1971 à Rome (Province de Rome, Latium), est un architecte, costumier, décorateur et directeur artistique italien.

## Biographie
Diplômé en architecture, Piero Gherardi est d'abord architecte professionnel avant de s'orienter vers le cinéma. Son premier film comme chef-décorateur est Notte di tempesta (it) de Gianni Franciolini, sorti en 1946. Se tournant aussi vers la création de costumes, son premier film à ce titre est Amanti senza amore du même Franciolini, sorti en 1948. En tout, jusqu'en 1969, il contribue à quarante films comme costumier et à quarante-quatre comme décorateur (ou directeur artistique), cumulant souvent les deux fonctions. Il s'agit majoritairement de films italiens ou parfois de coproductions (ex. : Barrage contre le Pacifique en 1958, film américano-italien de René Clément). S'y ajoutent deux films américains, Guerre et Paix de King Vidor (1956) et Le Rendez-vous de Sidney Lumet (1969, un de ses derniers films). 
Il est connu en particulier pour sa collaboration avec Federico Fellini sur quatre films (aux costumes et aux décors), Les Nuits de Cabiria (1957), La dolce vita (1960), Huit et demi (1963) et Juliette des esprits (1965), sur un segment (aux décors) du film à sketches Histoires extraordinaires (1968), et enfin sur un documentaire (aux costumes et aux décors) tourné pour la télévision, Bloc-notes d'un cinéaste (1969). La dolce vita et Huit et demi lui valent chacun de gagner un Oscar de la meilleure création de costumes, sans compter quatre autres nominations (dont trois à l'Oscar de la meilleure direction artistique, y compris pour les deux mêmes films de Fellini). De plus, il gagne un Ruban d'argent des meilleurs costumes et deux autres du meilleur décor (voir détails ci-dessous).
Durant sa carrière, Piero Gherardi assiste également les réalisateurs Alberto Lattuada (Sans pitié en 1948), Duilio Coletti (ex. : Toselli en 1950), Mario Soldati (ex. :La Fille du corsaire noir — Jolanda la figlia del corsaro nero — de Mario Soldati en 1952), Mario Monicelli (onze films, dont Le Pigeon en 1958), Carlo Lizzani (ex. : Le Bossu de Rome en 1960), Gillo Pontecorvo (ex. : Kapò en 1961), ou encore Luigi Comencini (ex. : Casanova, un adolescent à Venise en 1969), entre autres.
Sa dernière contribution est pour les costumes de la mini-série Les Aventures de Pinocchio de Luigi Comencini, diffusé en 1972 (l'année suivant sa mort).

## Filmographie

### Cinéma (sélection)

#### Costumier seulement
- 1948 : Amanti senza amore de Gianni Franciolini
- 1948 : Fuga in Francia de Mario Soldati
- 1950 : Miss Italie (Miss Italia) de Duilio Coletti
- 1953 : L'uomo, la bestia e la virtù de Steno
- 1953 : La Marchande d'amour (La provinziale) de Mario Soldati
- 1953 : Drôles de bobines (Cinema d'altri tempi) de Steno
- 1958 : Le Pigeon (I soliti ignoti) de Mario Monicelli
- 1959 : La Grande Guerre (La grande guerra) de Mario Monicelli
- 1960 : Le Bossu de Rome (Il gobbo) de Carlo Lizzani
- 1960 : Sous dix drapeaux (Sotto dieci bandiere) de Duilio Coletti
- 1962 : Les Pilules d'Hercule (Le pillole di Ercole) de Luciano Salce
- 1963 : La Ragazza (La ragazza di Bube) de Luigi Comencini
- 1963 : Violenza segreta de Giorgio Moser
- 1964 : La mia signora, film à sketches de Mauro Bolognini, Tinto Brass et Luigi Comencini
- 1964 : Tre notti d'amore, film à sketches de Renato Castellani, Luigi Comencini et Franco Rossi
- 1965 : Les Poupées (Le bambole), film à sketches de Dino Risi, Franco Rossi, Luigi Comencini et Mauro Bolognini
- 1966 : Ramdam à Rio (Se tutte le donne del mondo) d'Henry Levin et Arduiono Maiuri
- 1968 : Danger : Diabolik ! (Diabolik) de Mario Bava
- 1968 : Rome comme Chicago (Roma come Chicago) d'Alberto De Martino
- 1968 : Jarretière Colt (Giarrettiera Colt) de Gian Andrea Rocco

#### Décorateur (ou directeur artistique) seulement
- 1946 : Notte di tempesta (it) de Gianni Franciolini
- 1947 : Daniele Cortis de Mario Soldati
- 1950 : Toselli (Romanzo d'amore) de Duilio Coletti
- 1952 : Les Trois Corsaires (I tre corsari) de Mario Soldati
- 1952 : La Fille du corsaire noir (Jolanda la figlia del corsaro nero) de Mario Soldati
- 1953 : Anni facili de Luigi Zampa
- 1954 : Du sang dans le soleil (Proibito) de Mario Monicelli
- 1955 : Totò e Carolina de Mario Monicelli
- 1956 : Guerre et Paix (War and Peace) de King Vidor
- 1957 : Un dénommé Squarcio ou La Grande Route bleue (La grande strada azzurra) de Gillo Pontecorvo et Maleno Malenotti
- 1958 : Barrage contre le Pacifique (This Angry Age) de René Clément
- 1960 : Chacun son alibi (Crimen) de Mario Camerini
- 1961 : Kapò de Gillo Pontecorvo
- 1961 : Il carabiniere a cavalo de Carlo Lizzani
- 1962 : Boccace 70 (Boccacio '70), film à sketches, segment Renzo et Luciana (Renzo e Luciana) de Mario Monicelli
- 1968 : Histoires extraordinaires (titre original), film à sketches, segment Il ne faut jamais parier sa tête avec le diable de Federico Fellini
- 1969 : Queimada de Gillo Pontecorvo

#### Costumier et décorateur (ou directeur artistique)
- 1948 : Sans pitié (Senza pietà) d'Alberto Lattuada
- 1948 : De nouveaux hommes sont nés (Proibito rubare) de Luigi Comencini
- 1949 : Tocsin (Campane a martello) de Luigi Zampa
- 1950 : Naples millionnaire (Napoli milionaria) d'Eduardo De Filippo
- 1950 : Her Favorite Husband de Mario Soldati
- 1952 : Les Chemises rouges (Camicie rosse) de Goffredo Alessandrini
- 1953 : Les Infidèles (Le infedeli) de Mario Monicelli et Steno
- 1957 : Pères et Fils (Padre e figli) de Mario Monicelli
- 1957 : Les Nuits de Cabiria (Le notti di Cabiria) de Federico Fellini
- 1957 : Le Médecin et le Sorcier (Il medico e lo stregone) de Mario Monicelli
- 1960 : La dolce vita de Federico Fellini
- 1960 : Larmes de joie (Risate di gioia) de Mario Monicelli
- 1963 : Huit et demi (Otto e mezzo) de Federico Fellini
- 1965 : Juliette des esprits (Giulietta degli spiriti) de Federico Fellini
- 1966 : Les Ogresses (Le fate), film à sketches, segment Fata Armenia de Mario Monicelli
- 1966 : L'Armée Brancaleone (L'armata Brancaleone) de Mario Monicelli
- 1969 : Le Rendez-vous (The Appointment) de Sidney Lumet
- 1969 : Casanova, un adolescent à Venise (Infanzia, vocazione e prime esperienze di Giacomo Casanova, veneziano) de Luigi Comencini

### Télévision (intégrale)
- 1969 : Bloc-notes d'un cinéaste (Block-notes di un regista), téléfilm documentaire de Federico Fellini (comme costumier et décorateur)
- 1972 : Les Aventures de Pinocchio (Le avventure di Pinocchio), feuilleton de Luigi Comencini (comme costumier seulement)

## Distinctions

### Récompenses
- Oscar de la meilleure création de costumes :
  - En 1962, catégorie noir et blanc, pour La dolce vita ;
  - Et en 1964, catégorie noir et blanc, pour Huit et demi.
- Ruban d'argent du meilleur décor :
  - En 1961, pour La dolce vita ;
  - Et en 1966, pour Juliette des esprits.
- Ruban d'argent des meilleurs costumes :
  - En 1967, pour L'Armée Brancaleone.

### Nominations
- Oscar de la meilleure direction artistique :
  - En 1962, catégorie noir et blanc, pour La dolce vita ;
  - En 1964, catégorie noir et blanc, pour Huit et demi ;
  - Et en 1967, catégorie couleur, pour Juliette des esprits.
- Oscar de la meilleure création de costumes :
  - En 1967, catégorie couleur, pour Juliette des esprits.